# Perkinsiella vitiensis
Perkinsiella vitiensis är en insektsart som beskrevs av George Willis Kirkaldy 1906. Perkinsiella vitiensis ingår i släktet Perkinsiella och familjen sporrstritar. Inga underarter finns listade i Catalogue of Life.